# Соснові ліси Москітового берега
Соснові ліси Москітового берега (ідентифікатор WWF: NT0306) — неотропічний екорегіон тропічних та субтропічних хвойних лісів, розташований на сході Центральної Америки.

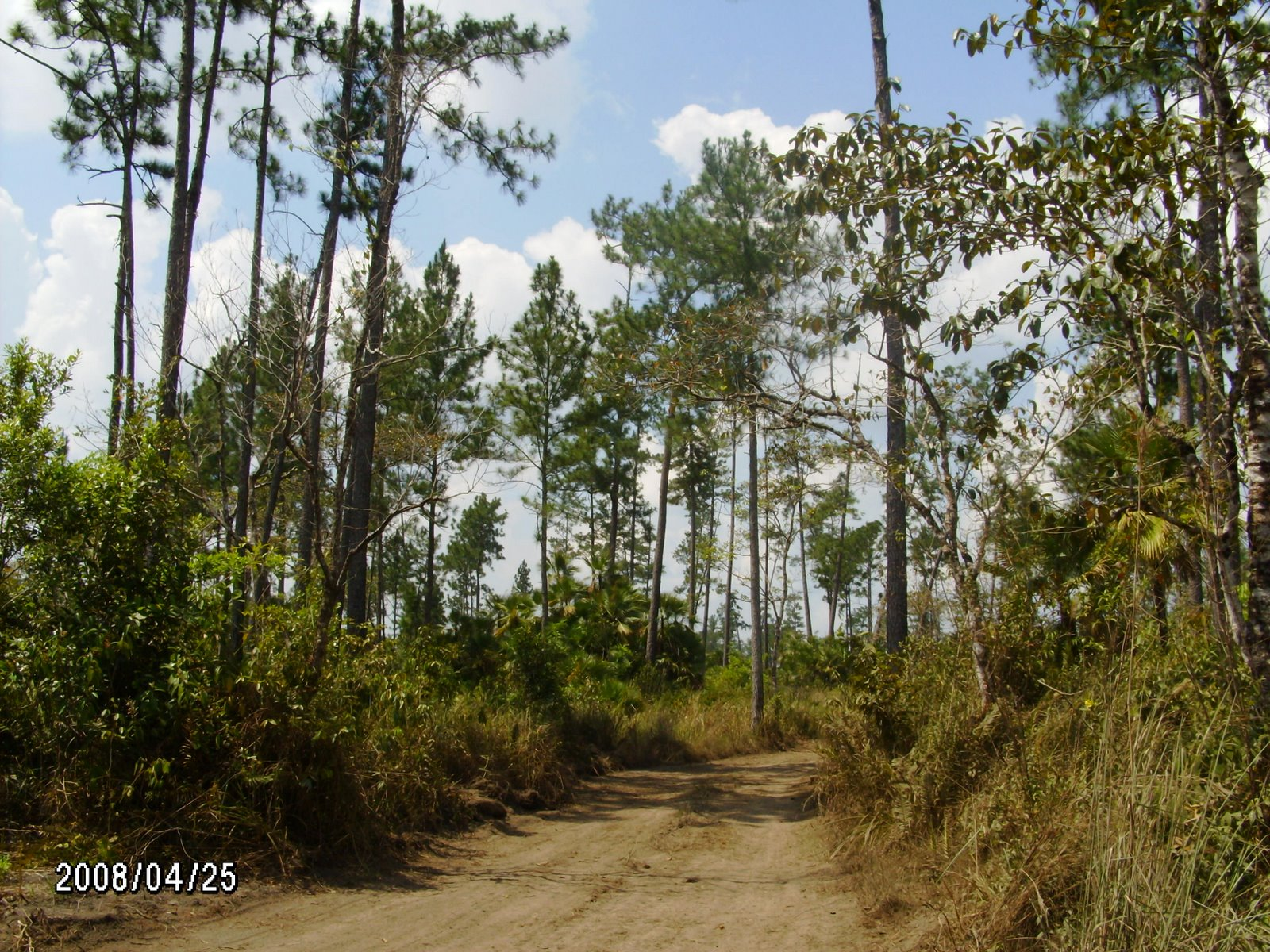
Соснові ліси в Нікарагуа

## Географія
Екорегіон соснових лісів Москітового берега охоплює більшу частину Москітового берега — регіону на південному сході Гондурасу та на північному сході Нікарагуа. Рельєф регіону представлений низовинами, які лежать на висоті до 100 м над рівнем моря. Зі сходу Москітовий берег омивається водами Карибського моря, до якого через територію регіону стікає кілька річок, найбільшою з яких є Коко, по якій проходить гондурасько-нікарагуанський кордон. Ця річка впадає у море поблизу мису Кабо-Грасіас-а-Діос, найсхіднішої точки Центральної Америки. Найпівнічніша частина екорегіону лежить поблизу річки Патука, а південною межею регіону є Перлова лагуна, розташована на узбережжі Нікарагуа.
На захід від екорегіону, у районах, де переважають багаті ґрунти та випадає більше опадів, поширені центральноамериканські атлантичні вологі ліси, флористичне різноманіття яких набагато вище. Вологі широколистяні ліси також зустрічаються у долинах деяких річок Москітового берега, зокрема у смузі землі на лівому березі Коко. У солонуватих лагунах на узбережжі Карибського моря поширені мангрові ліси, які є частиною екорегіону мангрів Москітового берега та карибського узбережжя Нікарагуа. Соснові ліси та савани екорегіону зустрічаються розрізненими ділянками між вологими лісами та прибережними манграми.

## Клімат
В межах екорегіону переважає мусонний клімат (Am за класифікацією кліматів Кеппена). Середньорічна кількість опадів тут становить понад 2500 мм. З Карибського моря на сході до регіону регулярно приходять урагани та тропічні шторми.

## Флора
Рослинний покрив екорегіону представлений сосновими лісами та відкритими сосновими саванами, у яких ізольовані насадження сосен та чагарників перемежовуються ділянками луків. Незважаючи на те, що опадів в регіоні Москітового берега випадає відносно багато, тверді ґрунти, часті пожежі та урагани призвели до того, що в регіоні переважають соснові савани та сезонні водно-болотні угіддя, які займають до третини території регіону. Через малопридатні для сільського господарства ґрунти густота населення в регіоні є відносно низькою.
У лісах та саванах екорегіону домінують карибські сосни (Pinus caribaea var. hondurensis), які утворюють найпівденніші природні насадження сосен на планеті. Сосни зазвичай домінують на підвищених, добре дренованих ділянках, тоді як у сезонно затоплюваних низинах переважають водно-болотні угіддя, на яких ростуть чагарники та невисокі саванові пальметто (Sabal mauritiiformis). На погано дренованих глинистих ґрунтах зустрічаються луки, на яких переважають різноманітні осоки та невисокі пальми. На окраїнах екорегіону, ближче до узбережжя, до сухих трав у саванах додаються більш вологі великі двоколосники (Paspalum pulchellum), прирічкові тоніли (Tonina fluviatilis) та хижі зигзагові пухирники (Utricularia subulata). На заході екорегіону, на межі між сосновими лісами і саванами та вологими вічнозеленими лісами, пролягає відносно чітка смуга чагарників, яка лежить на межі поширення родючих ґрунтів і не залежить від рельєфу.
Історично відкриті соснові савани Москітового берега підтримувалися регулярними пожежами, які спалахують під час сухого сезону з лютого по травень. Ці швидкі ґрунтові пожежі знищують рослинний покрив, не вбиваючи коріння трав і осок, які потім проростають разом із початком дощів. Природні порушення в регіоні також спричиняють урагани та тропічні шторми, які зазвичай трапляються під час сезону ураганів у вересні-жовтні.

## Фауна
Фауністичне різноманіття в екорегіоні також є нижчим, ніж у центральноамериканських атлантичних вологих лісах. Тим не менш, савани екорегіону є важливим коридором, по якому мігрують види, які віддають перевагу більш відкритим та посушливим екосистемам. Серед великих ссавців, поширених в регіоні, слід відзначити нікарагуанського білохвостого оленя (Odocoileus virginianus nemoralis), ошийникового пекарі (Dicotyles tajacu), звичайного пекарі (Tayassu pecari) та центральноамериканського тапіра (Tapirus bairdii), а також найбільших хижаків Центральної Америки — ягуарів (Panthera onca) та пум (Puma concolor). Серед інших ссавців, поширених в регіоні, слід відзначити ягуарунді (Herpailurus yagouaroundi), сіру лисицю (Urocyon cinereoargenteus), білоносу носуху (Nasua narica), великого гризона (Galictis vittata), звичайного ракуна (Procyon lotor), неотропічну видру (Lontra longicaudis), центральноамериканського тапеті (Sylvilagus gabbi), пістряву вивірку (Sciurus variegatoides), південного опосума (Didelphis marsupialis), дев'ятипоясного броненосця (Dasypus novemcinctus), північного голохвостого броненосця (Cabassous centralis), північного тамандуа (Tamandua mexicana) та звичайного вампіра (Desmodus rotundus). 
Серед поширених в екорегіоні птахів слід відзначити сіроголову чачалаку (Ortalis cinereiceps), білоброву перепелицю (Colinus nigrogularis), малого талпакоті (Columbina minuta), рожевошийого голуба (Patagioenas cayennensis), тахете (Tapera naevia), світлобрового дрімлюгу (Hydropsalis maculicaudus), зеленогрудого колібрі-манго (Anthracothorax prevostii), блакитноголову агиртрію (Saucerottia cyanocephala), руду амазилію (Amazilia rutila), саванову катарту (Cathartes burrovianus), аргентинську каракару (Caracara plancus), великодзьобого канюка (Rupornis magnirostris), чорноволу гілу (Melanerpes formicivorus), золотошийого амазона (Amazona auropalliata), тропічного тирана (Tyrannus melancholicus), вилохвостого тирана (Tyrannus savana), вогнистого москверо (Pyrocephalus obscurus), східного блакитника (Sialia sialis), ялинового шишкаря (Loxia curvirostra), неотропічного чижа (Spinus notatus), чорноголового кіпаля (Hesperiphona abeillei), блідого чінголо (Peucaea botterii), рудого пінсона (Aimophila rufescens), прерієвого багновця (Ammodramus savannarum), білоброву карнатку (Spizella passerina), чорнокрилого трупіала (Icterus chrysater) та короткодзьобого посвіржа (Sicalis luteola).

## Збереження
Оцінка 2017 року показала, що 4084 км², або 23 % екорегіону, є заповідними територіями. Природоохоронні території включають: Біосферний заповідник Ріо-Платано в Гондурасі, а також Природний заповідник Льянос-де-Каравала та Природний заповідник Кабо-Вьєхо-Тала-Суламас в Нікарагуа. У 1982 році Біосферний заповідник Ріо-Платано був внесений до списку Світової спадщини ЮНЕСКО.